# Ctenus schneideri
Ctenus schneideri là một loài nhện trong họ Ctenidae.
Loài này thuộc chi Ctenus. Ctenus schneideri được Embrik Strand miêu tả năm 1906.